# Ректификация
Ректифика́ция (от лат. rectus — прямой и facio — делаю) — процесс разделения двойных или многокомпонентных смесей за счёт противоточного массообмена между паром и жидкостью.
Ректификация — разделение жидких смесей на практически чистые компоненты, различающиеся температурами кипения, путём многократного частичного испарения жидкости и частичной конденсации паров.

## Применение

Ректификационные колонны разделения углеводородных фракций на Тобольск-Нефтехим

Лабораторный аппарат для фракционной дистилляции

Ректификацию широко применяют в промышленности, например, для получения этанола с отделением сивушных масел и альдегидных фракций, для выделения бензинов, керосинов и других фракций из нефти, а также получения компонентов воздуха (кислорода, азота, инертных газов).
Проводят ректификацию в башенных колонных аппаратах, снабжённых контактными устройствами (тарелками или насадкой) — ректификационных колоннах, в которых осуществляется многократный контакт между потоками паровой и жидкой фаз. Движущая сила ректификации — отличие фактических (рабочих) концентраций компонентов в паровой фазе от равновесных для данного состава жидкой фазы. Парожидкостная система стремится к достижению равновесного состояния. При контакте с жидкостью пар обогащается легколетучими (низкокипящими) компонентами — НК, а жидкость — труднолетучими (высококипящими) компонентами — ВК. Жидкость и пар движутся противотоком: пар — вверх, жидкость — вниз, поэтому при достаточно большой высоте колонны в её верхней части можно получить практически чистый целевой компонент. В зависимости от процесса, таковым компонентом может быть либо вещество, либо азеотропная смесь.
В зависимости от температур кипения разделяемых жидкостей ректификацию проводят под разным давлением: атмосферным — для кипящих при 30-150 °С, выше атмосферного — для жидкостей с низкими температурами кипения, например, сжиженных газов, в вакууме — для снижения температур кипения высококипящих. Ректификацию можно осуществлять непрерывно или периодически. Колонны для непрерывной ректификации состоят из двух ступеней: верхней — укрепляющей, где пар «укрепляется» — обогащается НК, и нижней — исчерпывающей, где жидкая смесь исчерпывается — из неё извлекаются НК и она обогащается ВК. При периодической ректификации в колонне производится только укрепление пара. Различают ректификацию бинарных (двухкомпонентных) и многокомпонентных смесей.

## Расчёт процесса ректификации

### Ручной (графический) расчёт

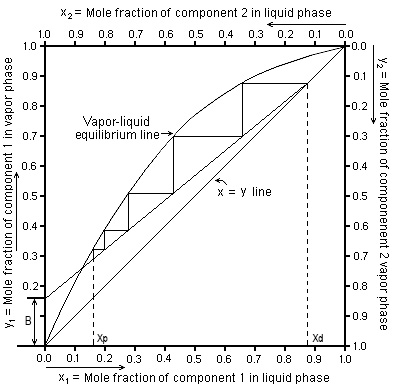
Равновесие пар — жидкость и рабочая линия процесса ректификации

Корректный ручной расчёт процесса ректификации возможен только для бинарных систем. Для этого по экспериментальным данным строят фазовую диаграмму пар — жидкость, на которой проводят рабочую линию процесса (на рисунке изображён периодический процесс) из точки на диагонали (линия жидкости), соответствующей составу дистиллята {\displaystyle x_{d}} до линии ординат в точке {\displaystyle B},
{\displaystyle B={\frac {x_{p}}{R+1}}}, где {\displaystyle R} — флегмовое число, {\displaystyle R={\frac {F}{D}}}, {\displaystyle F} — флегма, {\displaystyle D} — отбор дистиллята.
Из точки, соответствующей начальной концентрации перегоняемой смеси {\displaystyle x_{p}} (жидкость) строится вертикальный отрезок от рабочей линии до пересечения с линией пара и далее горизонтальный отрезок до пересечения с рабочей линией (это т. н. «ступень разделения» — такой метод расчёта и ввёл в оборот этот термин). Далее построение повторяется до точки {\displaystyle x_{d}}, флегмовое число и общее количество ступеней разделения являются минимально необходимыми для получения дистиллята заданного состава, ступени разделения предполагаются идеальными, с к.п.д. 100 % и бесконечно малой задержкой жидкости на тарелке. При этом состав жидкости в кубе постоянно меняется по мере отбора летучего компонента. Метод расчёта подробно изложен в, но в настоящее время считается устаревшим, так как не позволяет корректно рассчитать {\displaystyle x_{p}} и, соответственно, {\displaystyle x_{d}} через некоторое произвольное время {\displaystyle t}.

### Машинный расчёт
При машинном расчёте задаются начальными концентрациями компонентов на тарелках и в кубе, всеми другими параметрами процесса и считают концентрации компонентов в колонне через некоторый произвольный интервал времени.

#### Материальный расчёт
Большинство методов основаны на модели теоретической тарелки, из материального баланса которой следует: .

| {\displaystyle {\frac {\mathrm {d} x_{i,\;k}}{\mathrm {d} t}}={\frac {F(x_{i,\;k+1}-x_{i,\;k})+V(y_{i,\;k-1}-y_{i,\;k})}{L}}} | \| \| \| \| \| \| \| \| | (1) |
| |                         |     |
| |                         |     |
Это уравнение тарелки ректифицирующей части колонны периодического действия для компонента {\displaystyle \mathbf {i} } на тарелке {\displaystyle \mathbf {k} }

Уравнения верхней тарелки (состав флегмы равен составу пара на тарелке)

| {\displaystyle {\frac {\mathrm {d} x_{i,\;k}}{\mathrm {d} t}}={\frac {F(y_{i,\;k}-x_{i,\;k})+V(y_{i,\;k-1}-y_{i,\;k})}{L}}} | \| \| \| \| \| \| \| \| | (2) |
| |                         |     |
| |                         |     |
Уравнения куба — испарителя ({\displaystyle k=1})

| {\displaystyle {\frac {\mathrm {d} x_{i,\;k}}{\mathrm {d} t}}={\frac {F(x_{i,\;k+1})-V(y_{i,\;k})}{LK-(V-F)t}}} | \| \| \| \| \| \| \| \| | (3) |
| |                         |     |
| |                         |     |
Уравнения сборника:

| {\displaystyle {\frac {\mathrm {d} x_{i,\;k}}{\mathrm {d} t}}={\frac {(V-F)(y_{i,\;k-1}-x_{i,\;k})}{LD+(V-F)t}}} | \| \| \| \| \| \| \| \| | (4) |
| |                         |     |
| |                         |     |
где
{\displaystyle x_{i,\;k}} — концентрация компонента {\displaystyle \mathbf {i} } в жидкости на тарелке {\displaystyle \mathbf {k} } , мольные доли;
{\displaystyle y_{i,\;k}}, — концентрация компонента {\displaystyle \mathbf {i} } в паре на тарелке {\displaystyle \mathbf {k} },м.д., считается;
{\displaystyle F} — флегма, кол-во молей в единицу времени, задаётся;
{\displaystyle V} — пар, кол-во молей в единицу времени, задаётся;
{\displaystyle L} — задержка жидкости на тарелке, Моль, задаётся
{\displaystyle LD} — начальное количество жидкости в сборнике, Моль, задаётся
{\displaystyle LK} — начальное количество жидкости в кубе, Моль, задаётся
{\displaystyle t} — общее время процесса (размерность произвольная, м.б. сек., мин., час, мес.). {\displaystyle F} и {\displaystyle V} задаются в тех же единицах.
Материальный баланс тарелки предполагает соблюдение простого условия:

Было компонента {\displaystyle i} на тарелке {\displaystyle k} + пришло за время {\displaystyle dt} = осталось + ушло. То есть для тарелки ректифицирующей части колонны
{\displaystyle Lx_{i,\;k}+Vy_{i,\;k-1}dt+Fx_{i,\;k+1}dt=L(x_{i,\;k}+dx_{i,\;k})+V(y_{i,\;k}+dy_{i,\;k})dt+F(x_{i,\;k}+dx_{i,\;k})dt}
Уравнения верхней тарелки аналогичны с учётом того, что состав поступающей флегмы равен составу уходящего пара. 

Материальный баланс куба {\displaystyle (k=1)}: в момент времени {\displaystyle t} было компонента {\displaystyle i} + поступило за время {\displaystyle dt} :
{\displaystyle (LK-(V-F)t)x_{i,\;k}+Fx_{i,\;k+1}dt}
Осталось в кубе через время {\displaystyle dt} + расход пара из куба за то же время
{\displaystyle (LK-(V-F)(t+dt))(x_{i,\;k}+dx_{i,\;k})+(V(y_{i,\;k}+dy_{i,\;k})dt}
Материальный баланс сборника в момент времени {\displaystyle t}:
{\displaystyle (LD+(V-F)t)x_{i,\;k}+(V-F)y_{i,\;k-1}dt=(LD+(V-F)(t+dt)(x_{i,\;k}+dx_{i,\;k})}
Из этих равенств (пренебрегая {\displaystyle \mathbf {dx\cdot dt} } и {\displaystyle \mathbf {dy\cdot dt} }) и выводятся уравнения (1 — 4).

Так же выводятся уравнения для колонны непрерывного действия, при этом уравнения укрепляющей части совпадают с (1), а уравнения исчерпывающей части включают ещё и питание колонны.
Математическая модель ректификационной установки периодического действия представляет собой систему из {\displaystyle \mathbf {n\cdot m} } таких уравнений, где {\displaystyle \mathbf {n} } — число компонентов, {\displaystyle \mathbf {m} } — количество тарелок ректифицирующей части колонны. К ним добавляются {\displaystyle \mathbf {n} } уравнений куба-испарителя и столько же уравнений сборника, всего уравнений {\displaystyle \mathbf {n\cdot (m+2)} }.
Эта система интегрируется по времени с помощью программ стандартных библиотек, напр. IMSL
В уравнениях (1 — 4) неизвестны концентрации компонентов в паре. Их корректный расчёт в общем случае невозможен, адекватные приближённые методы расчёта являются коммерческим секретом. Для смесей, незначительно отклоняющихся от закона Рауля расчёт равновесных концентраций компонентов в паре несложен. А для смесей, отклоняющихся от закона Рауля, в том числе азеотропных (напр. этанол — вода) такой расчёт может быть полезным для оценки динамики изменения концентраций примесей.

Расчёт основан на законе Рауля и законе Дальтона.
{\displaystyle y_{i,\;k}^{*}={\frac {P_{i,\;k}}{P_{k}}}} где
{\displaystyle y_{i,\;k}^{*}} равновесные концентрации компонента {\displaystyle \mathbf {i} } в парах на тарелке {\displaystyle \mathbf {k} }
{\displaystyle P_{i,\;k}} — парциальное давление компонента {\displaystyle \mathbf {i} } на тарелке {\displaystyle \mathbf {k} }
{\displaystyle P_{k}} — абсолютное давление на тарелке, {\displaystyle P_{k}=P_{a}+P_{g}+P_{d}}
{\displaystyle P_{a}} — атмосферное давление;
{\displaystyle P_{g}} — давление столба жидкости над тарелкой {\displaystyle \mathbf {k} }
{\displaystyle P_{d}} — дополнительное давление, необходимое для преодоления аэродинамического сопротивления массообменных устройств колонны.
В большинстве случаев последним слагаемым можно пренебречь без увеличения общей ошибки расчёта.

Парциальное давление компонента {\displaystyle \mathbf {i} } на тарелке {\displaystyle \mathbf {k} }
{\displaystyle P_{i,\;k}=P_{i,\;k}^{0}x_{i,\;k}} где
{\displaystyle P_{i,\;k}^{0}} — давление чистого компонента {\displaystyle \mathbf {i} } при температуре на тарелке {\displaystyle \mathbf {k} }, считается по уравнению Антуана
{\displaystyle \log _{10}P_{i,\;k}^{0}=A-{\frac {B}{C+T_{k}}}.}
Коэффициенты уравнения {\displaystyle A,B,C} для многих веществ приведены в. Но в этом уравнении неизвестной является температура на тарелке {\displaystyle T_{k}}. Её находят из условия
{\displaystyle \sum _{i=1}^{n}{P_{i,\;k}}={P_{k}}} , то есть для тарелки {\displaystyle \mathbf {k} } считаются корни уравнения
{\displaystyle f(T)=\sum _{i=1}^{n}{P_{i,\;k}}-{P_{k}}=0} ,то есть находят такую температуру, при которой сумма парциальных давлений компонентов на тарелке становится равной абсолютному давлению, после этого считают равновесные концентрации компонентов на тарелке и, с учётом к.п.д. тарелки — рабочие. Под к.п.д. тарелки здесь понимается отношение разности концентраций компонентов в жидкости и в паре к теоретически возможной:
{\displaystyle \eta ={\frac {y_{i,\;k}-x_{i,\;k}}{y_{i,\;k}^{*}-x_{i,\;k}}}}
Таким образом становятся известны все правые части уравнений (1 — 4), для расчёта необходимо ещё задать начальные концентрации компонентов на тарелках.
Пример использования такого подхода для решения практической задачи приведён в статье.

#### Тепловой расчёт
Отсутствие учёта теплового баланса тарелки приводит к увеличению (часто значительному) ошибки расчёта. Преимуществом машинного расчёта (по сравнению с ручным) является наличие такой возможности. Тепловой баланс тарелки (как и материальный) основан на необходимом равенстве теплоты, поступившей на тарелку и расходуемой на ней.
Тепло поступает на тарелку (далее {\displaystyle Qp_{k}})
- с более горячим паром с предыдущей тарелки;
- выделяется при конденсации паров, поступающих с предыдущей тарелки

Тепло расходуется на тарелке (далее {\displaystyle Qr_{k}})
- на нагрев более холодной флегмы, поступающей сверху;
- на парообразование
- на тепловые потери (далее {\displaystyle Ql})

Неравенство этих теплот приводит к изменению материального потока пара, так как других источников тепла на тарелке нет, при этом (без учёта тепловых потерь) тепловой баланс тарелки, за редким исключением, положителен, на тарелку поступает тепла больше, чем расходуется с неё по следующим причинам:
1. при работе колонны с бесконечным флегмовым числом пар на тарелке обогащён более летучим компонентом по сравнению с паром, поступающем с тарелки ниже. Модель теоретической тарелки предполагает использование мольных концентраций, а мольная теплота парообразования летучих компонентов всегда меньше менее летучих (в гомологическом ряду, но это правило, за редким исключением, справедливо и для разнородных смесей).
2. при работе колонны с конечным флегмовым числом (кроме п. 1) на тарелку поступает больше горячего пара, чем холодной флегмы, а разница температур на тарелках, в среднем по колонне, одинакова.

Единственная величина, которая может меняться на тарелке при ненулевом тепловом балансе — это поток пара. Если тепловой баланс тарелки положителен — на тарелке образуется дополнительное количество пара {\displaystyle \delta V_{k}}, если отрицателен — то {\displaystyle -\delta V_{k}}, при этом материальный баланс должен соблюдаться — изменение потока пара на тарелке изменяет и поток флегмы с неё (но это изменение на тепловой баланс тарелки не влияет).
Расчёт теплового баланса тарелок для всей колонны предполагает нахождение таких {\displaystyle \delta V_{k}}, при которых тепловые балансы всех тарелок будут нулевыми. Но тепловые балансы тарелок взаимосвязаны, их нельзя рассчитать по отдельности. Для расчёта составляется система уравнений вида {\displaystyle f_{k}\left(\delta V_{k}\right)=Qp_{k}-Qr_{k}=0}, {\displaystyle k=1,..\mathbf {m} } и
{\displaystyle Qp_{k}=(V+\delta V_{k-1})(Cp_{k-1}(t_{k-1}-t_{k})+H_{k-1})}
{\displaystyle Qr_{k}=(F+\delta F_{k+1})(Cl_{k+1}(t_{k}-t_{k+1}))+(V+\delta V_{k})H_{k}+Ql_{k}}
{\displaystyle \delta F_{k}=\delta F_{k+1}+\delta V_{k-1}-\delta V_{k}}
{\displaystyle F=V-D},
{\displaystyle F} — флегма, поступающая в колонну из дефлегматора, моль в единицу времени;
{\displaystyle V} — пар, поступающий в колонну из куба-испарителя, моль в единицу времени;
{\displaystyle D} — отбор дистиллята, моль в единицу времени;
{\displaystyle Cp_{k},Cl_{k}} — теплоёмкость пара, жидкости на тарелке {\displaystyle k}, Дж*моль/град;
{\displaystyle H_{k}} — теплота парообразования (конденсации) пара на тарелке {\displaystyle k}, Дж*моль;
{\displaystyle t_{k}} — температура на тарелке {\displaystyle k}, град.
{\displaystyle Ql_{k}} — тепловые потери на тарелке {\displaystyle k} в единицах мощности, Дж в единицу времени.
{\displaystyle \delta F_{k},\delta V_{k}} — изменение потока флегмы, пара на тарелке {\displaystyle k}, моль в единицу времени.
На верхнюю тарелку {\displaystyle (k=\mathbf {m} )} поступает флегма такого же состава, что и уходящий пар и той же температуры, на тепловой баланс этот поток не влияет (разница температур равна нулю), величина потока флегмы из дефлегматора на верхнюю тарелку равна {\displaystyle F} и формально не зависит от {\displaystyle \delta V_{m}} (на верхнюю тарелку поступает жидкость в количестве, равном количеству уходящего пара за вычетом отбора {\displaystyle F+\delta V_{m}=V+\delta V_{m}-D}), но всегда должно проверяться выполнение условия {\displaystyle V+\delta V_{m}>D} .

На нижнюю тарелку {\displaystyle (k=1)} поступает пар в количестве {\displaystyle V} ({\displaystyle \delta V_{0}=0}). Тепловой баланс куба-испарителя не считается, так как предполагается, что куб получает тепло в количестве, необходимом для испарения {\displaystyle V} моль пара.
Тепловой расчёт производится после расчёта температуры на тарелках и концентраций компонентов в парах и до расчёта правых частей уравнений (1 — 4), которые требуют задания материальных потоков с учётом рассчитанных поправок (в уравнениях (1 — 4) не указаны).
Теплоёмкость и теплота парообразования смеси с достаточной для расчётов точностью аддитивны.
Система нелинейных уравнений {\displaystyle f_{k}} также решается с помощью стандартных программ.
Недостаток метода — большая вычислительная сложность.

#### Начальные значения концентраций
При периодической ректификации перед началом отбора дистиллята рекомендуется работа колонны с бесконечным флегмовым числом для возможно большей концентрации летучих примесей. Так же поступают и в машинном расчёте: задаются произвольными начальными концентрациями жидкости на тарелках (обычно равными их концентрациям в кубе) при равных потоках флегмы и пара. Результаты вычислений (концентрации компонентов в колонне, рассчитанные для времени {\displaystyle t_{1}<t_{2}<t_{3}}) будут асимптотически приближаться к некоторому стационарному состоянию, но такой расчёт требует большого времени счёта и в нём нет необходимости — достаточно стабильных трёх значащих цифр.

Так же нельзя задавать нулевое значение {\displaystyle LD}, в противном случае будет генерироваться ошибка исполнения. Для исключения этой ошибки задаются некоторым ненулевым значением {\displaystyle LD} с произвольными концентрациями компонентов и по окончании расчёта вычитают первоначально заданное количество компонентов из рассчитанного.

#### Проверка корректности расчёта
Самый простой (но не самый быстрый) способ проверки корректности вычислений — упоминавшийся выше расчёт с бесконечным флегмовым числом (поток пара равен потоку флегмы). Если в программе есть ошибки, то результат расчёта концентраций компонентов в колонне для разных {\displaystyle t} при {\displaystyle t\to \infty } не будут постоянными.

Кроме этого в любой момент времени {\displaystyle t} должны соблюдаться следующие условия:
- Материальный баланс колонны: общее количество каждого компонента, заданное изначально (в кубе, на тарелках и в сборнике) должно быть равным общему количеству каждого компонента в конце расчёта.
- Сумма концентраций компонентов в жидкости и в паре (в кубе и на каждой тарелке) должна быть равна единице.

Конечно, корректность модели не означает, что она будет точно соответствовать реальному процессу — допущения, принятые при расчёте равновесных концентраций компонентов в паре увеличивают ошибку расчёта. Так же на ошибку влияет (но в меньшей степени) и отсутствие учёта теплового баланса тарелки. Ещё одним источником ошибки являются завышенные ожидания эффективности массообменных устройств колонны (К.П.Д. тарелки — для тарельчатых колонн или насадки — для насадочных). Эти ошибки приводят к тому, что результаты расчёта будут завышены по сравнению с реальными (то есть модель ведёт себя как более эффективная реальная колонна с такими же параметрами процесса), что объяснимо — модель является идеальной абстракцией, даже с учётом К.П.Д тарелки или эффективности насадки (производители указывают эти характеристики как максимально возможные).